# Jerzy Felczyński

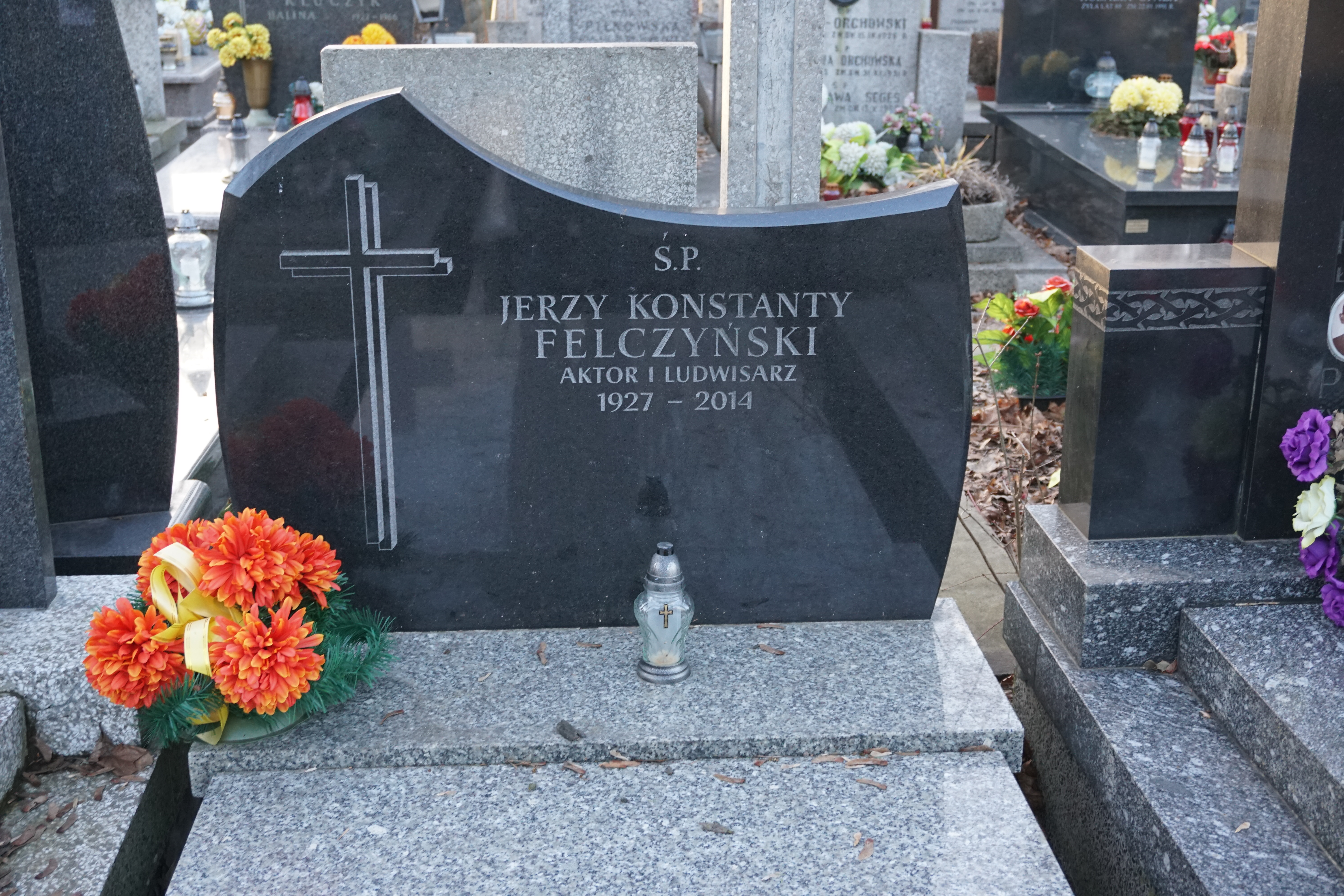
grób Jerzego Felczyńskiego na cmentarzu Bródnowskim

Jerzy Konstanty Felczyński (ur. 4 lipca 1927 w Kałuszu, zm. 11 marca 2014 w Warszawie) – polski aktor teatralny i filmowy.

## Życiorys
W 1952 roku ukończył studia na PWST w Warszawie. 19 lipca tego samego roku miał miejsce jego debiut teatralny. W swojej karierze aktorskiej występował w następujących teatrach:
- Teatr Ateneum w Warszawie (1952-55)
- Teatr Klasyczny w Warszawie (1960-63, 70-71)
- Teatr im. Wilama Horzycy w Toruniu (1963-64)
- Teatr im. Juliusza Osterwy w Lublinie (1964-67)
- Teatr Rozmaitości w Warszawie (1972-81)

W 1981 został uhonorowany odznaką honorową „Zasłużony dla Kultury Polskiej”.
Pochowany na cmentarzu Bródnowskim w Warszawie (kwatera 16G-3-10).

## Filmografia
- 1955: Zaczarowany rower
- 1957: Eroica
- 1976: Polskie drogi (odc. 5)
- 1978: Romans Teresy Hennert − generał
- 1978: Wśród nocnej ciszy − wywiadowca śledczy
- 1979: Doktor Murek − bandyta „Bilardzista” (odc. 6)
- 1979: Prom do Szwecji
- 1980: Ciosy
- 1980: Powstanie Listopadowe. 1830–1831
- 1981: Najdłuższa wojna nowoczesnej Europy (odc. 2)
- 1989: Sceny nocne − dziennikarz
- 1993: Czterdziestolatek. 20 lat później − pan Dexter, kolekcjoner dzieł sztuki (odc. 3)
- 1993: Zespół adwokacki − senator Turlej, przewodniczący senackiej komisji zdrowia (odc. 3)
- 2000: Twarze i maski (odc. 6)
- 2001: Marszałek Piłsudski (odc. 3)
- 2002: Chopin. Pragnienie miłości